# Stade St. Claude
Stade Saint-Claude lub Stade de Rivière des Pères – to wielofunkcyjny stadion w Basse-Terre na Gwadelupie. Jest obecnie używany głównie dla meczów piłki nożnej. Swoje mecze rozgrywają na nim reprezentacja Gwadelupy w piłce nożnej oraz drużyny piłkarskie Racing Club de Basse-Terre i La Gauloise de Basse-Terre. Stadion może pomieścić 10 000 osób.